# Rocinela murilloi
Rocinela murilloi là một loài chân đều trong họ Aegidae. Loài này được Brusca & Iverson miêu tả khoa học năm 1985.